# Tầng Bài Bích
| Hệ/ Kỷ                                                                                   | Thống/ Thế                       | Bậc/ Kỳ                          | Tuổi (Ma) | Tuổi (Ma) |
| ---------------------------------------------------------------------------------------- | -------------------------------- | -------------------------------- | --------- | --------- |
| Ordovic                                                                                  | Dưới/Sớm                         | Tremadoc                         | trẻ hơn   | trẻ hơn   |
| Cambri                                                                                   | Phù Dung                         | Tầng 10                          | 485.4     | ~489.5    |
| Cambri                                                                                   | Phù Dung                         | Giang Sơn                        | ~489.5    | ~494      |
| Cambri                                                                                   | Phù Dung                         | Bài Bích                         | ~494      | ~497      |
| Cambri                                                                                   | Miêu Lĩnh                        | Cổ Trượng                        | ~497      | ~500.5    |
| Cambri                                                                                   | Miêu Lĩnh                        | Drum                             | ~500.5    | ~504.5    |
| Cambri                                                                                   | Miêu Lĩnh                        | Ô Lựu                            | ~504.5    | ~509      |
| Cambri                                                                                   | Thống 2                          | Tầng 4                           | ~509      | ~514      |
| Cambri                                                                                   | Thống 2                          | Tầng 3                           | ~514      | ~521      |
| Cambri                                                                                   | Terreneuve                       | Tầng 2                           | ~521      | ~529      |
| Cambri                                                                                   | Terreneuve                       | Fortune                          | ~529      | 541.0     |
| Ediacara                                                                                 | không xác định tầng động vật nào | không xác định tầng động vật nào | già hơn   | già hơn   |
| Phân chia kỷ Cambri theo ICS năm 2018. Các giai đoạn in nghiêng không có tên chính thức. |                                  |                                  |           |           |

Trong thời địa tầng, tầng Bài Bích (tiếng Anh: Paibian) là một giai đoạn của thống Phù Dung trong hệ Cambri của giới Cổ sinh thuộc Liên giới Hiển sinh. Nó diễn ra trong giai đoạn từ khoảng 499,0 ± 2,0 Ma cho tới khoảng 496,0 Ma. Tầng Bài Bích diễn ra ngay sau tầng Cổ Trượng thuộc thống 3/thế Cambri giữa và trước tầng 9 (chưa có tên) thuộc thống Phù Dung.
Tên gọi Bài Bích là phiên âm từ tiếng Trung của làng Bài Bích (排碧) (tọa độ: 28°23.37′B 109°31.54′Đ / 28,3895°B 109,52567°Đ), huyện Hoa Viên, châu tự trị người Thổ Gia-Miêu Tương Tây, Hồ Nam, Trung Quốc, nơi có phẫu diện Bài Bích được ICS phê chuẩn như là GSSP chính thức vào năm 2003 để phân biệt thống Phù Dung với các thống còn lại của kỷ Cambri.

## Định nghĩa
Đáy của tầng Bài Bích và thống Phù Dung (thống trên cùng của kỷ Cambri) được định nghĩa tại 369 m trên đáy của thành hệ Hoa Kiều, ở nơi xuất hiện thấp nhất của loài bọ ba thùy bộ Agnostoida là Glyptagnostus reticulatus, trong thành hệ Hoa Kiều (花桥), phẫu diện Bài Bích, tây bắc tỉnh Hồ Nam, miền nam Trung Quốc. Mực sâu này là gần với đáy của dị thường đồng vị cacbon dương lớn (dị thường SPICE).

## Vị trí
Phẫu diện Bài Bích nằm tại dãy núi Vũ Lăng (Vũ Lăng sơn), huyện Hoa Viên, tây bắc tỉnh Hồ Nam, Trung Quốc ở vĩ độ 28°23,37' vĩ bắc và kinh độ 109°31,54' kinh đông. Phẫu diện này bao gồm gần như một chuỗi liên tục chứa các đoạn đường giao nhau, các mỏ đá nhỏ và các phần trồi lên ven sườn đồi, nằm tại vị trí khoảng 35 km về phía tây thành phố Cát Thủ (吉首) dọc theo phía bắc của đường cao tốc Cát Thủ-Hoa Viên (quốc lộ số 319 tại Trung Quốc), và khoảng 28 km về phía nam Hoa Viên. Bắt đầu từ ngay phía tây của làng Tứ Tân (四新), phẫu diện này trải rộng khoảng 1,7 km tới ngay phía tây làng Bài Bích. GSSP được thể hiện trên bản đồ địa hình Bài Bích số H49 G 087025, tỷ lệ 1:10.000 (Cục Trắc đạc địa hình quốc gia Trung Quốc, chi nhánh Hồ Nam).

## Trầm tích học
GSSP xuất hiện trong thành hệ Hoa Kiều, bao gồm một chuỗi dày các đáy cacbonat đã trầm tích trong lớp ngoài của vành đai dốc Giang Nam. Thành hệ Hoa Kiều tại phẫu diện Bài Bích chủ yếu là chuỗi tầng xen kẽ và mỏng, màu xám sẫm tới đen chứa calcsiltit và calcilutit giàu đất sét và đá vôi.

## Mốc dấu

### Sơ cấp
Bọ ba thùy: GSSP được định nghĩa tại nơi xuất hiện thấp nhất của Glyptagnostus reticulatus.

### Thứ cấp
Đồng vị cacbon: Mốc xuất hiện đầu tiên (FAD) của Glyptagnostus reticulatus tương ứng với sự bắt đầu của sự dịch chuyển dương lớn trong các giá trị δC13, được nói đến như là Steptoean Positive Carbon Isotope Excursion (dị thường SPICE).